# Vanna Brosio
Giovanna Brosio, detta Vanna (Torino, 18 aprile 1943 – Torino, 19 giugno 2010), è stata una cantante, conduttrice televisiva e attrice italiana.

## Biografia
Figlia di un noto antiquario torinese, si appassiona alla musica sin da ragazzina, mentre frequenta il liceo artistico e aiuta nel tempo libero il padre nella sua attività. Il negozio di famiglia si trova in via Verdi, di fronte alla sede della Rai, da cui, avendola notata per la bella presenza, arriva la proposta di partecipare come comparsa e figurante a programmi lì realizzati. Da questo primo contatto col mondo dello spettacolo incomincia per Vanna la carriera di fotomodella, che la porta spesso a lavorare a Milano, dove partecipa anche come attrice ad alcuni fotoromanzi e a spot pubblicitari.
La sua passione però è la musica: dotata di una voce esile, ma gradevole, incomincia a esibirsi nella sua città e a Milano. Durante l'estate del 1963, si esibisce anche alla Bussola di Viareggio. Qui viene notata da Bruno Martino, che le procura un provino discografico presso La Voce del Padrone, etichetta che la mette sotto contratto: nel 1964 la fa esordire con il primo 45 giri Come mio padre/Sulla spiaggia non si può, con due brani scritti da Mogol e Pino Massara, a cui segue il secondo E ora te ne vai, scritto da Giorgio e Paolo Conte.
Nel 1965 Mike Bongiorno la convoca come valletta per il suo programma La fiera dei sogni: questo impegno televisivo rallenta la sua attività di cantante. Nelle cronache rosa appaiono numerosi articoli riguardo al suo flirt con il presentatore. Nello stesso anno esordisce come attrice cinematografica in Viale della canzone, pellicola diretta da Tullio Piacentini. È tra i cantanti scelti da Giorgio Gaber per le sei puntate del programma televisivo di Rai2 Le nostre serate (dicembre 1965 - gennaio 1966).

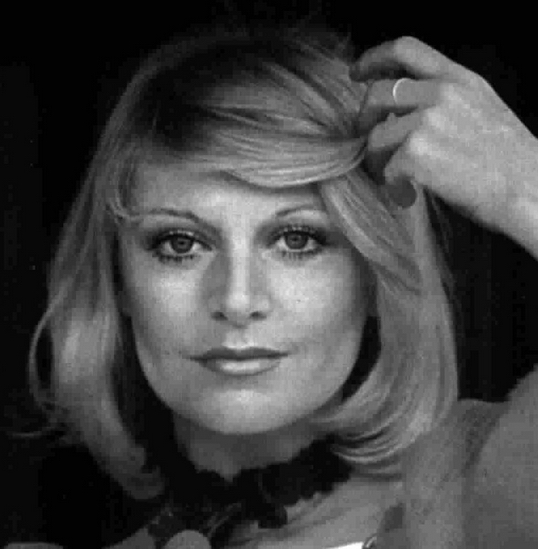
Vanna Brosio nel 1972

Torna a incidere nel 1967 per la GTA records (etichetta legata al Clan Celentano), due brani con le parole scritte da Alberto Testa e le musiche di Gianni Boncompagni (Con la faccia all'ingiù) e Rinaldo Cozzoli (Un po' di malinconia): questi due brani fanno parte della colonna sonora del film Cupido 7. In questo periodo le riviste di gossip si occupano nuovamente di lei per la sua storia d'amore con Renzo Arbore. Nel 1968 passa alla Miura, per cui pubblica Non sei bello ma sei simpatico/L'amore è dappertutto, prodotto da Alberto Testa, con arrangiamenti in stile anni Trenta e liriche scritte dallo stesso Testa. Per la Variety nel 1969 incide Il primo giorno di primavera, che però ottiene molto più successo nella versione dei Dik Dik. L'anno successivo è la volta di Le mele verdi, cover di Little Green Apples di Bobby Russell. Passa poi alla Rare, etichetta francese di proprietà della Barclay, con cui pubblica altri due 45 giri.
Negli anni settanta si dedica anche all'attività di presentatrice televisiva: dopo avere affiancato Raffaele Pisu nel varietà Come quando fuori piove, ottiene popolarità conducendo insieme a Nino Fuscagni il programma della Rai Adesso musica dal 1972 al 1976.
Non abbandona comunque l'attività di cantante, continuando a incidere vari 45 giri. Il 1975 è l'anno della collaborazione con Enzo Jannacci, che scrive per lei le due canzoni del singolo Una vita difficile/Una lettera. Nei primi anni ottanta conduce in radio Canzoni per tutti, programma d'intrattenimento musicale che prima di allora non comprendeva un commento in voce ai brani presentati. Di questo periodo è anche un singolo cantato in coppia con Augusto Martelli, intitolato Colpa di un disco.
Nel 1983 conduce la prima edizione di Napoli prima e dopo, mentre per la stagione 1984/1985 viene scelta da Aldo Biscardi come valletta per Il Processo del Lunedì, in onda su Rai 3.
L'impegno con lo sport prosegue per tutti gli anni ottanta nella trasmissione Domenica Gol e, durante i Mondiali di calcio, con i programmi 90º Mondiali (1990) e Processo ai Mondiali del 1994. A metà degli anni novanta, conduce anche rubriche sportive quotidiane come Sport Sera, della Testata Giornalistica Sportiva della Rai. Nel 1998 la Giallo Records pubblica, in un CD antologico, 4 canzoni di quando cantava per la Variety, tra cui La nostra storia finisce qui, un inedito del 1969 scritto da Claudio Daiano. Muore nel giugno del 2010 a Torino dopo una lunga malattia. Il suo funerale viene celebrato il 21 giugno nella chiesa di San Francesco a Piossasco, piccolo centro del Torinese dove, a partire dalla metà degli anni novanta, Vanna si era ritirata a vita privata nella casa dell'anziana madre.

## Vita privata
Negli anni sessanta, dopo un flirt con Mike Bongiorno, ha avuto una lunga relazione con Renzo Arbore. Per la canzone Innocenti evasioni di Lucio Battisti, Mogol trasse ispirazione da un episodio di quest'ultima storia.

## Discografia

### Singoli
- 1964 – Come mio padre/Sulla spiaggia non si può (La Voce del Padrone, mq 1884)
- 1964 – Non rispondo di me/Ed ora te ne vai (La Voce del Padrone, mq 1925)
- 1967 – Con la faccia all'ingiù/Un po' di malinconia (GTA Records, PON NP 40060)
- 1968 – Non sei bello ma sei simpatico/L'amore è dappertutto (Miura, PON NP 40077)
- 1969 – Il primo giorno di primavera/Il vento suonava l'arpa (Variety, FNP-NP 10123)
- 1970 – Le mele verdi/Proibito ricordare (Variety, FNP-NP 10143)
- 1971 – Te lo dirò in confidenza/Veleno (Rare, RAR NP 77565)
- 1972 – Oggi, domani, sempre/L'amore è un'invenzione (Rare, RAR NP 77578)
- 1973 – Viva noi/Vorrei essere un gabbiano (Fonit, SPF 31305)
- 1975 – Una vita difficile/Una lettera (Fonit, SP 1592)
- 1976 – La montagna/Ho sognato di te (Cetra, SP 1617)
- 1977 – Colpa di un disco/Colpa di un disco (strumentale) (Eleven,  EL 63)
- 1978 – L'aquilone/L'aquilone (strumentale) (Dig-It, DG 1177)
- 1980 – Non rompere/Non rompere (strumentale) (Ciao Records, 504; inciso con lo pseudonimo G. Bri)
- 1981 – Indovina indovinello/Caldo come neve (Cristoforo Colombo Records, CCRC 43006)
- 1982 – Frutta fuori stagione/La solita storia (Banana Records, BAN 5045021)
- 1984 – Ho la testa nel pallone/Ho la testa nel pallone (strumentale) (Good Vibes, PM 45003)
- 1985 – Dai campione/Dai campione (strumentale) (Top Records, TP 66001)

### Partecipazioni
- 1996 – AA.VV Alto volume 2º 1967-1971 (Giallo Records, FS 1016/2; Vanna Brosio è presente con quattro brani, tra cui l'inedito La nostra storia finisce qui, del 1969[6])

## Filmografia
- Dal sabato al lunedì, regia di Guido Guerrasio (1962)
- Viale della canzone, regia di Tullio Piacentini (1965)
- Mercanti di vergini, regia di Renato Dall'Ara (1969)
- Il caso "Venere privata", regia di Yves Boisset (1970)
- Bianchi cavalli d'agosto, regia di Raimondo Del Balzo (1975)
- Le braghe del padrone, regia di Flavio Mogherini (1978)